# Pamięcin (gmina)
Pamięcin – dawna gmina wiejska istniejąca do 1954 roku w woj. łódzkim i poznańskim. Nazwa gminy pochodzi od wsi Pamięcin, lecz siedzibą władz gminy były Jastrzębniki.
W okresie międzywojennym gmina Pamięcin należała do powiatu kaliskiego w woj. łódzkim. 1 stycznia 1936 roku do gminy Pamięcin przyłączono część obszaru zniesionej gminy Tyniec. 1 kwietnia 1938 roku gminę wraz z całym powiatem kaliskim przeniesiono do woj. poznańskiego.
Po wojnie gmina zachowała przynależność administracyjną. Według stanu z dnia 1 lipca 1952 roku gmina składała się z 20 gromad: Bogucice, Czajków, Dębniałki, Jastrzębniki, Kokanin, Kokanin kol., Kurza, Piątek Mały, Piątek Mały kol., Poklęków, Pruszków, Romanki, Rychnów, Rychnów kol., Rzegocin, Skrajnia, Szadek, Wyganki, Zagorzyn i Żerniki.
Jednostka została zniesiona 29 września 1954 roku wraz z reformą wprowadzającą gromady w miejsce gmin. Po reaktywowaniu gmin z dniem 1 stycznia 1973 roku gminy Pamięcin nie przywrócono, a jej dawny obszar wszedł głównie w skład gminy Blizanów w tymże powiecie i województwie.